# Isuzu Axiom
O  Axiom  é um SUV de porte médio da Isuzu.